# Apollon Grigorjev

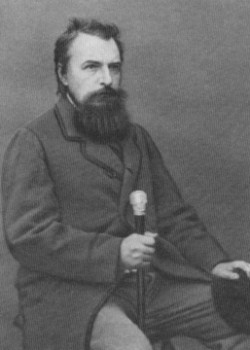
Apollon Grigorjev

Apollon Aleksandrovitj Grigorjev (ryska: Аполлон Александрович Григорьев), född 28 juli (gamla stilen: 16 juli) 1822 i Moskva, död 7 oktober (gamla stilen: 25 september) 1864 i Sankt Petersburg, var en rysk litteraturkritiker.
Grigorjevs skoningslösa kritik av motståndare i tidningen "Moskovitianin" gjorde honom mycket impopulär, på samma gång som hans enskilda liv gav anledning till missnöje. År 1861 deltog han även i redigeringen av den av Fjodor Dostojevskij och dennes bror uppsatta tidskriften "Vremja".
Grigorjevs kritiska uppsatser om filosofi och litteratur utgavs i ett band 1876 av Nikolaj Strachov. Han gjorde även sig känd som poetisk översättare av Molière, George Gordon Byron ("Parisina" och fragment av "Childe Harold") samt William Shakespeares "En midsommarnattsdröm", "Köpmannen i Venedig" och "Romeo och Julia".